# Université d'économie de Poznań

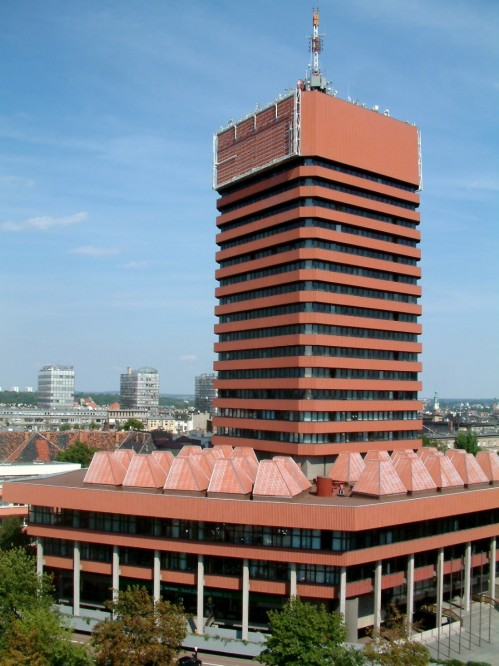
Le bâtiment « Altum » de l'université.

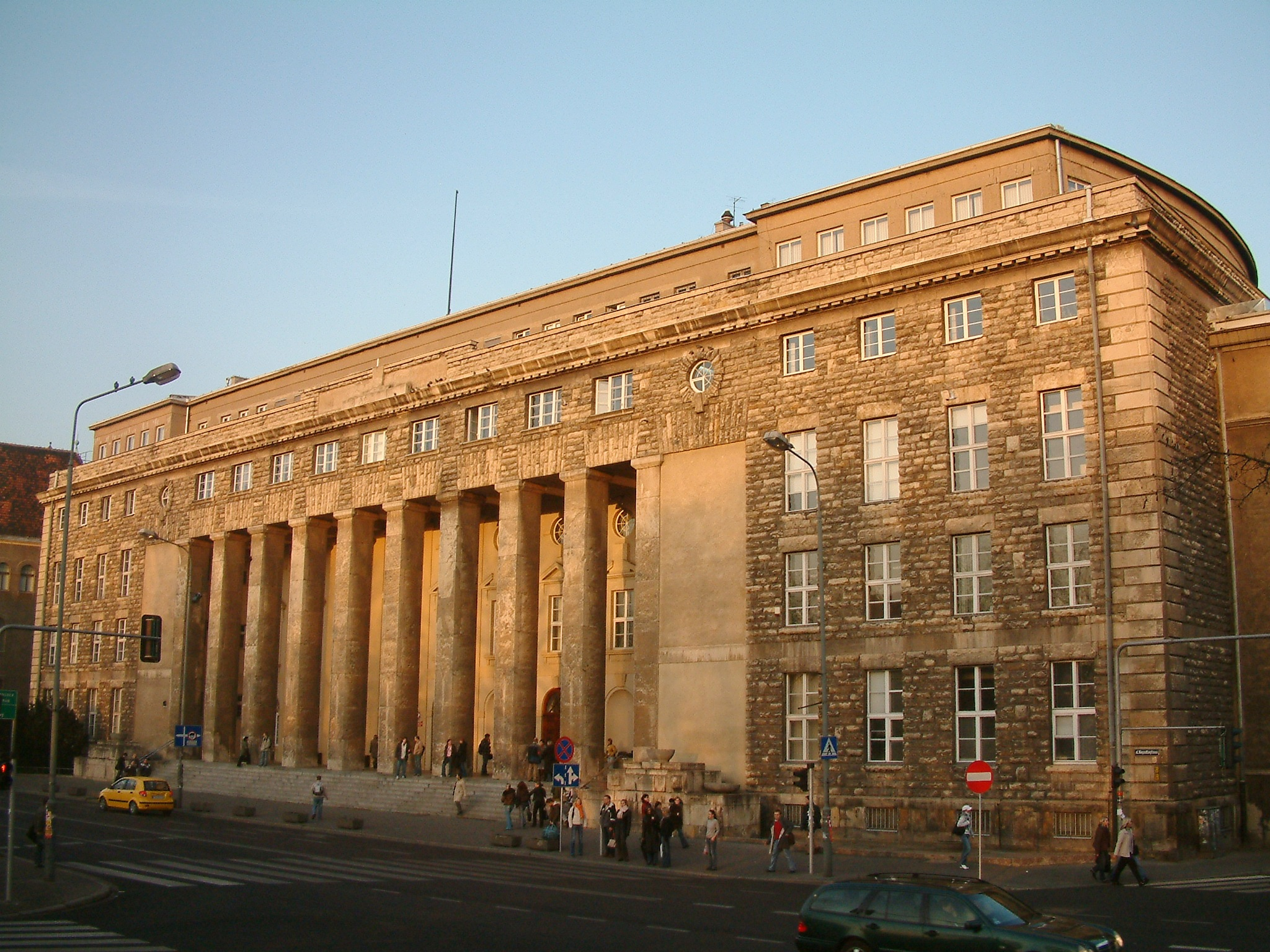
Le parvis du bâtiment principal de l'université.

L'université des sciences économiques de Poznań (UEP) (en polonais : Uniwersytet Ekonomiczny w Poznaniu) est l'une des 5 universités publiques de sciences économiques de Pologne. Elle se situe dans la partie occidentale du pays, à Poznań, la capitale de la voïvoidie de Grande-Pologne.
Fondée en 1926, elle a porté différentes appellations, notamment École supérieure d'économie de 1950 à 1974, puis Académie d'économie de Poznań jusqu'en 2008, l'université compte pour l'année scolaire 2010-2011 environ 15 000 étudiants et son équipe éducative se compose de plus de 600 personnes dont 130 professeurs.

## Formation
Les formations enseignées sont très hétérogènes et sont regroupées dans des pôles indépendants:
- Faculté de sciences économiques
  - Département d'études bancaires
  - Département d'économie de la consommation
  - Département d'histoire économique
  - Département de journalisme économique et de relations publiques
  - Département de politique économique et de planification du développement
  - Département d'éducation et de développement personnel
  - Département d'histoire de la pensée économique
  - Département assurance
  - Département travail et politique sociale
  - Département de macro-économie et d'économie agraire
  - Département de macro-économie et de recherche économique nationale
  - Département de théorie monétaire et de politique monétaire
  - Département de finances publiques
  - Département de sociologie et de philosophie
  - Département de statistiques et de démographie

- Faculté des affaires économiques internationales
  - Département d'études européennes
  - Département d'économie internationale
  - Département de finance internationale
  - Département de logistique internationale
  - Département de marketing international
  - Département de commerce international
  - Département de stratégie et de politique de compétitivité internationale
  - Département du tourisme

- Faculté d'informatique et d'économie électronique
  - Département de mathématiques appliquées
  - Département d'économétrie
  - Département des systèmes d'information
  - Département des technologies de l'information
  - Département d'économie mathématique
  - Département de recherche opérationnelle
  - Département des statistiques

- Faculté de sciences des matériaux
  - Département de biochimie et de microbiologie
  - Département de chimie des produits naturels
  - Département de science alimentaire
  - Département de chimie générale
  - Département de l'industrie des sciences des matériaux
  - Département d'analyse instrumentale
  - Département de recherche appliquée au marché
  - Département d'écologie des produits
  - Département de marketing des produits
  - Département de gestion standardisée des systèmes
  - Département de méthodes statistiques
  - Département de technologie et de protection environnementale

- Faculté de gestion
  - Département de comptabilité
  - Département de droit commercial
  - Département de finance d'entreprise
  - Département d'analyse financière et stratégique
  - Département investissement et marchés des capitaux
  - Département investissement et Immobilier
  - Département logistique et transport
  - Département de gestion d'entreprise commerciale
  - Département de systèmes de gestion et technique
  - Département de recherche en marketing
  - Département de stratégie en marketing
  - Département de micro-économie
  - Département de théorie de l'organisation et de gestion
  - Département de l'économie de production
  - Département de gestion des services
  - Département d'économie spatiale et environnementale
  - Département de gestion stratégique
  - Département de commerce et marketing

## Recteurs
Voici la liste des recteurs de l'établissement (par ordre chronologique):
École supérieure de commerce :
- Directeur - professeur Leonard Glabisz (1925-1930)
- Directeur - professeur Antoni Peretiatkowicz (1930-1939)

Académie de commerce :
- Recteur - professeur Witold Skalski (1939-1945)
- Recteur - professeur Józef Górski (1945-1948)
- Recteur - professeur Florian Barciński (1949-1950)

École supérieure d'économie :
- Recteur - professeur Florian Barciński (1950-1951)
- Chargé des fonctions de recteur - Mieczysław Fleszar (1951-1954)
- Recteur - Seweryn Kruszczyński (1954-1956)
- Recteur - professeur Zbigniew Zakrzewski (1959-1962)
- Recteur - professeur Władysław Rusiński (1962-1965)
- Recteur - professeur Stanisław Smoliński (1965-1969)
- Recteur - professeur Ryszard Domański (1969-1974)

Académie d'économie :
- Recteur - professeur Ryszard Domański (1974-1979)
- Recteur - professeur Janusz Piasny (1981-1987)
- Recteur - professeur Janusz Wierzbicki (1987-1990)
- Recteur - professeur Bohdan Gruchman (1990-1996)
- Recteur - professeur Emil Panek (1996-2002)
- Recteur - professeur Witold Jurek (2002-2008)

Université d'économie :
- Recteur - professeur Marian Gorynia (depuis 2008)